# Eumelasina arguta
Eumelasina arguta är en fjärilsart som beskrevs av Igor Kozhanchikov 1956. Eumelasina arguta ingår i släktet Eumelasina och familjen säckspinnare. Inga underarter finns listade i Catalogue of Life.